# Jeanne Hersch

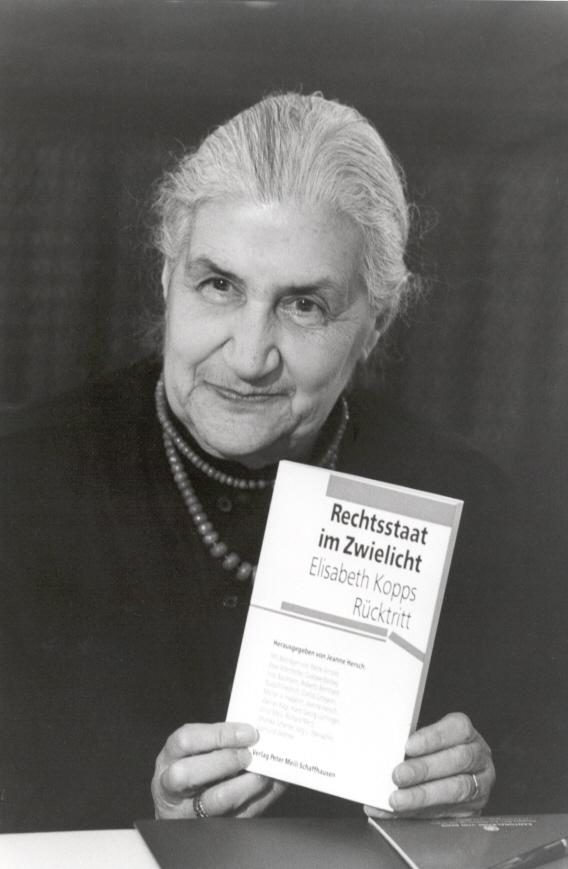
Jeanne Hersch zeigt ein von ihr herausgegebenes Buch (1991)

Jeanne Hersch (geboren am 13. Juli 1910 in Genf; gestorben 5. Juni 2000 ebenda; heimatberechtigt in Genf) war eine Schweizer Philosophin, Pädagogin und Schriftstellerin.

## Leben

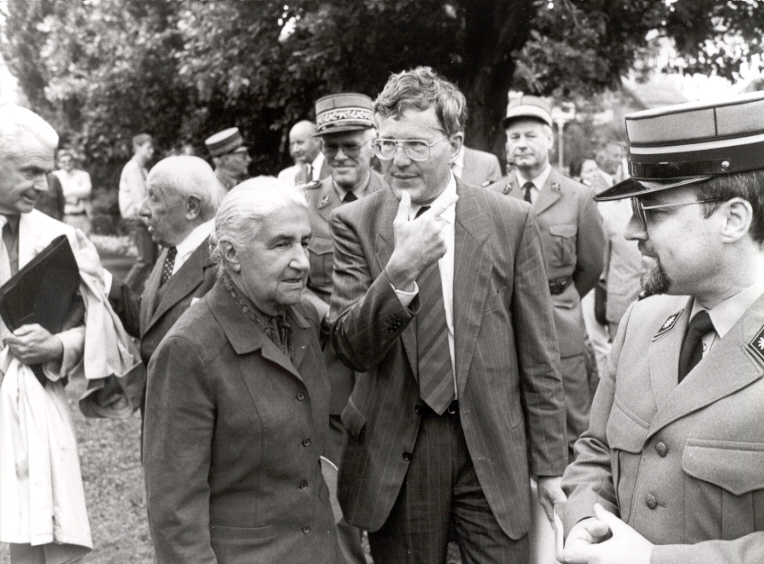
Jeanne Hersch neben Kaspar Villiger (1989)

Jeanne Hersch war eine Tochter von Liebmann Hersch, Professor der Demografie und Statistik an der Universität Genf, und seiner Frau Liba Hersch-Lichtenbaum, Ärztin in der Abteilung Abrüstung des Völkerbunds. Ihre Eltern waren polnisch-jüdische Immigranten – der Vater stammte aus Pamūšis in Litauen und die Mutter aus Warschau. Beide waren 1904 aus Warschau in die Schweiz eingewandert. Sie waren Mitglieder des Allgemeinen Jüdischen Arbeiter-Bundes, zu dem sich jüdische Sozialistengruppen aus Russland und Polen zusammengefunden hatten, um für eine soziale, wirtschaftliche und bildungsmässige Besserstellung der Juden unter der Herrschaft des Zaren zu kämpfen. Ihre Schwester Irène wurde 1917, ihr Bruder Joseph 1925 geboren. 1928 schloss Jeanne Hersch das Gymnasium mit der Matura ab und begann, in Genf bei André Oltramare Literaturwissenschaften zu studieren. Im Sommersemester 1929 studierte sie Philosophie bei Karl Jaspers in Heidelberg. 1931 erwarb sie das Schweizer Bürgerrecht ihrer Heimatstadt Genf.
1931 legte sie in Genf ihr Staatsexamen in Literaturwissenschaft mit der Diplomarbeit Les images dans l’oeuvre de M. Bergson ab. Es folgten zwei Nachdiplomstudienjahre an der École Pratique des Hautes Études in Paris 1931, bei Karl Jaspers in Heidelberg 1932 und bei Martin Heidegger in Freiburg im Breisgau 1933. Von 1933 bis 1956 lehrte sie als Gymnasiallehrerin Französisch, Latein und Philosophie an der Ecole internationale (Ecolint) in Genf. 1935 unterrichtete sie als Privatlehrerin in Chile und bereiste Latein- und Nordamerika. In den Sommerferien 1936 studierte sie bei Gabriel Marcel in Paris. 1938/1939 begleitete sie die königliche Familie in Thailand als Privatlehrerin der drei Kinder, darunter als Jüngster der nachmalige König Bhumibol. Von 1942 bis 1946 nahm sie teil am Doktorandenkolloquium des Philosophen Paul Häberlin, des Vorgängers Karl Jaspers’, an der Universität Basel. Häberlins Stiftung Lucerna unterstützte ihre Doktorarbeit mit einem Stipendium.

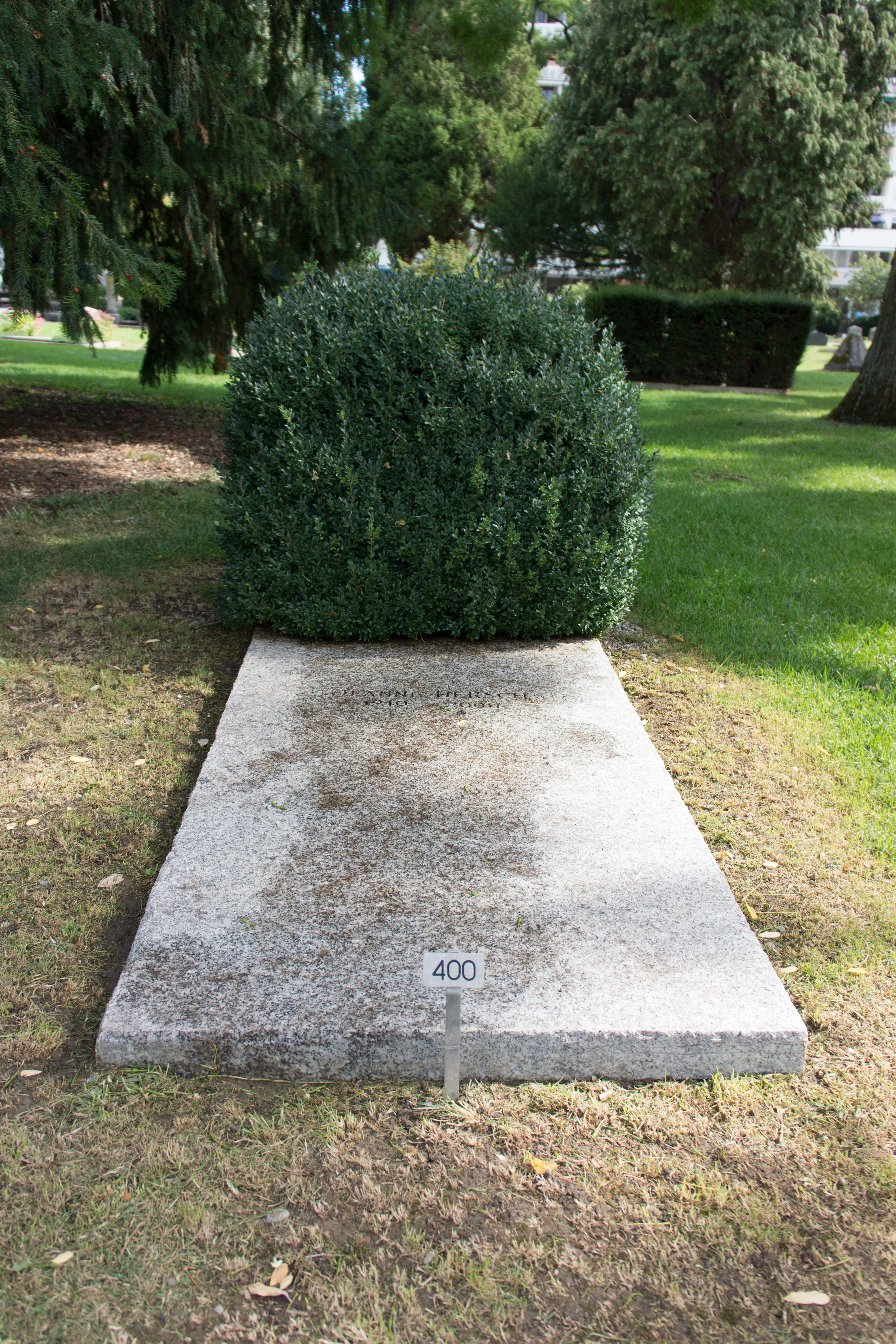
Das Grab von Jeanne Hersch, auf dem Cimetière des Rois in Genf

1946 wurde sie an der Universität Genf in Philosophie promoviert mit der Dissertation L’être et la forme. Dort lehrte sie ab 1947 als Privatdozentin, ab 1956 als Professorin und von 1962 bis 1977 als ordentliche Professorin am Lehrstuhl für Systematische Philosophie. Als Gastprofessorin unterrichtete sie 1959 an der Pennsylvania State University, 1961 am Hunter College der State University of New York, 1978 an der Colgate University in Hamilton und an der Université Laval in Québec.
Im Zweiten Weltkrieg diente Hersch ihrer Wahlheimat freiwillig im Frauenhilfsdienst (FHD) und im Kalten Krieg im geheimen Spezialdienst der Untergruppe Nachrichtendienst und Abwehr.
Von 1966 bis 1968 war sie Direktorin der Abteilung Philosophie der UNESCO in Paris. Aus Anlass des 20-jährigen Jubiläums der UNO-Menschenrechtsdeklaration publizierte sie im Jahre 1968 das Grundlagenwerk Das Recht ein Mensch zu sein. Sie war von 1970 bis 1976 Mitglied der Schweizer UNESCO-Kommission und von 1970 bis 1972 in deren Exekutivrat.
Jeanne Hersch war Mitglied der Cusine des Exilés, der Stiftung Pour l’avenir, der Société suisse de philosophie, der Société des écrivains suisses, im Comité des Rencontres Internationales de Genève, im Conseil de la Fondation Pro Helvetia und der Union der Europäischen Föderalisten. 1973 bis 1994 war sie Präsidentin der Karl-Jaspers-Stiftung in Basel.
Zu ihrem engeren Freundeskreis und ihren Dialogpartnern gehörten der Literaturnobelpreisträger Czesław Miłosz, der französische Jesuit und Philosoph Gaston Fessard und der Genfer Erziehungsdirektor und Literaturprofessor André Oltramare, der von 1942 bis zu seinem Tode im Jahre 1947 auch ihr Lebenspartner war.

## Werk

### Erlebte Zeit: Totalitarismus und existenzielle Freiheit
Die Erzählungen ihres Vaters über seine Enttäuschung auf der Reise nach Russland, als er vom Sturz des Sozialrevolutionärs Kerenski und der Machtübernahme durch die Bolschewiken erfuhr, prägten ihre Abneigung gegen totalitäre Regimes und motivierten sie zu ihrem lebenslangen Kampf für persönliche und gesellschaftliche Freiheit.

Ihre Begegnung mit dem Existenzphilosophen Karl Jaspers 1932 in Heidelberg prägte ihr philosophisches Lebenswerk. Sie wurde seine Schülerin und er blieb ihr lebenslanges Vorbild. Jaspers’ Philosophie war für sie das „Königreich der Freiheit“. Hersch übersetzte Jaspers’ Werke und machte ihn in der französischen Welt als soziale Alternative zu Sartres Version des Existenzialismus bekannt. Wie Hannah Arendt hatte sie seine Philosophie eher angewandt als theoretisch weiterentwickelt. Jaspers bedeutete für sie gelebte Klarheit, als Vorbedingung für Wahrheit und Ehrlichkeit. Es war die existentialistische, antitotalitäre Philosophie des deutschen Philosophen, die sie zutiefst beeindruckte: 

„Ich bin dafür dankbar, dass es bei ihm nicht nur eine objektive, sachliche, gegenständliche Sicherheit gibt, sondern auch eine existenzielle, die darin beruht, dass der Mensch sich ihr verpflichtet und von ihr verändert und getragen wird. Eigentlich bedeutet es, dass Existenz Klarheit liebt, als Gegenwart des Seins.“

In Freiburg, wo sie Vorlesungen Martin Heideggers besuchte, erlebte sie die Machtübernahme Hitlers.

### Philosophie als Verpflichtung zur Wahrheit
Diese tiefgreifenden Erlebnisse haben sie bewogen, sich vehement gegen jegliche Art von Propaganda und politische Lügen zu engagieren. Damals habe sie begriffen, dass, wer seinen Kampfort nicht wähle, solange er die demokratische Möglichkeit dazu habe, von der Politik wie ein Kiesel gerollt werde.
Als junge Lehrerin publizierte sie 1936 ihr erstes philosophisches Buch L’illusion philosophique, mit dem sie den Prix Amiel gewann. Darin stellte sie die Philosophiegeschichte seit Platon und Aristoteles als eine Kette relativierter Illusionen dar, die erst mit Jaspers’ Erkenntnis, dass man nichts wissen könne, aufgelöst würde. Dies gab Hersch die Möglichkeit, die Freiheit zum Ausgangspunkt allen Denkens zu erklären und zur Basis ihrer eigenen Philosophie zu machen.

### Philosophie als Verantwortung den Menschen gegenüber
1968 brachte sie im Auftrag der Unesco zum 20. Jahrestag der Allgemeinen Erklärung der Menschenrechte ihr Buch Le droit d’être un homme (Das Recht ein Mensch zu sein) heraus, das von ihr zusammengetragene Dokumente zu Recht, Philosophie und Dichtung aus den verschiedensten Ländern und Kulturen enthielt und mit dem sie aufzeigte, dass Menschenrechte sich in allen Kulturen finden, deshalb universell sind und dass existentielle Freiheit dem Menschen zusteht, weil er Mensch ist. Für dieses Buch erhielt sie den Menschenrechtspreis und den Karl-Jaspers-Preis.
Philosophie war für sie Verpflichtung zur Wahrheit und Verantwortung den Menschen gegenüber. Sie liess sich auch durch persönliche Anfeindungen nicht einschüchtern und setzte sich immer wieder dort ein, wo Menschen Opfer öffentlicher Kampagnen werden sollten, so für Elisabeth Kopp, die erste Bundesrätin der Schweiz, und für Peter Regli, den Chef des schweizerischen Nachrichtendienstes.
Ihre Skepsis gegenüber dem Zeitgeist und ihre «unzeitgemässen» Betrachtungen begründete sie folgendermassen:

„Wenn man sich zu einem Thema äussert, das in der Gegenwart brennend ist, so sollte man immer gegen den Strom sprechen.“

Sie nahm in Kauf, gegen die Positionen ihrer eigenen Partei – der Sozialdemokraten – zu kämpfen, wenn sie etwas für richtig beurteilte: Sie setzte sich etwa für die Nutzung der Kernenergie, für eine ausreichende Landesverteidigung und gegen die Legalisierung von Drogen ein. Für Hersch negierten Drogen die Menschenrechte und das wesentliche Menschsein, da sie den Menschen abhängig und unfrei machten.
Sie begleitete die Frauenbewegung ebenso kritisch-konstruktiv wie die 68er-Bewegung und die Zürcher Jugendbewegung.

### Pädagogik als Erziehung zur verantwortlichen Freiheit
Hersch lehrte nicht nur Philosophie, sondern sie arbeitete auch 22 Jahre als Pädagogin an der 1924 gegründeten Ecole Internationale in Genf. Die «Ecolint» war ein reformpädagogisches Projekt des Völkerbundes, der Internationalen Arbeitsorganisation, des Instituts Jean-Jacques Rousseau an der Universität Genf und des Reformpädagogen Adolphe Ferrière. Ihre Erfahrungen, lange vor den Reformen der 1960er-Jahre, machten sie zu einer entschiedenen Kritikerin der Reformpädagogik. Für sie bestand die Reformpädagogik des 20. Jahrhunderts aus einer Kette von missgeleiteten pädagogischen Konzepten.

Dem Konzept der «neuen Erziehung», die vom eigenständigen Lernen der Kinder ausgeht, hielt sie entgegen, dass wenn die Kinder frei wie Erwachsene wären, die Erziehung überflüssig würde. 

„Erziehung setzt…keineswegs irgendeine dogmatische Lehre voraus als einzig möglichen Weg oder irgendein gesellschaftliches Modell als das einzig richtige. Nein, sie soll nur die Chancen der verantwortlichen Freiheit jedes Menschen nach Möglichkeit vergrössern.“

Für Hersch ist der Mensch ein Wesen (être docile), das belehrt werden kann und nicht nur lernt: 

„Belehrbar zu sein, bedeutet nicht nur, dass man etwas vom andern bekommt, sondern dass man eine empfängliche Aktivität entfalten kann, und diese empfängliche Aktivität ist etwas, woran man vielleicht heutzutage nicht genügend denkt.“

Sie wandte sich gegen die «kindzentrierte» Reformpädagogik, weil der Lehrer nicht der «copain» (Kamerad) des Schülers sein könne. Der Lehrer wäre dann überflüssig, weil der Schüler lernen könnte, was er will und nicht, was für ihn gut sei. 

„Der Lehrer, in der Klasse, soll eigentlich in seinem Unterricht viel mehr an das denken, was er unterrichtet als an den Schüler. Ich weiss, dass das, was ich jetzt sage, im tiefsten Widerspruch zur heutigen Psychologisierung des Unterrichtes steht.“

Die Jugendunruhen in der Schweiz in den 1980er-Jahren sah sie als Resultat der antiautoritären Erziehung mit den fehlenden erwachsenen Vorbildern und der mangelnden Orientierung: 

„In Wirklichkeit ist eine der Quellen des Unglücks für einen Teil der heutigen Jugend meiner Ansicht nach keineswegs die Repression, sondern die Abwesenheit von echten Erwachsenen in unserer Gesellschaft. Wenn es heisst, ‚alles ist erlaubt‘, so bedeutet das, dass es nichts gibt – nichts, das zu etwas zwingt, nichts, das etwas wert ist, nichts, das sich aufdrängt. Da alles erlaubt ist, erwartet man von niemandem etwas. Das habe ich die nihilistische Leere genannt.“

### Der freiheitlich-demokratische Sozialismus
Jeanne Hersch wuchs mit dem Sozialismus auf. Ihre Eltern waren polnische Sozialrevolutionäre, die ihr jedoch nicht nur das sozialistische Engagement, sondern auch die Skepsis gegenüber jeder Art von Utopie vermittelt haben. Schon früh besuchte sie das 1927 von André Oltramare gegründete «Foyer socialiste international», wo sie ihre politische Schulung zum Verständnis für soziale und politische Probleme erhielt. In ihrem Buch «Die Ideologien und die Wirklichkeit» von 1957 versuchte sie gegen das „ideologische Ausfallen des heutigen Sozialismus“ einen «Beitrag zur Erneuerung seines Lehrgebäudes» zu leisten. Ihre Folgerungen sind, dass der Sozialismus sich dem Antidogmatismus und der Freiheit verpflichten müsse. Der Sozialismus habe kein philosophisches oder religiöses Credo und solle auch keines haben. Die Sozialisten könnten jedoch auf einen absoluten und unverjährbaren Wert zurückgreifen: die freie und verantwortliche menschliche Person. Sie seien jedoch nicht befugt, dieses Absolute anderen aufzuerlegen oder es genauer zu bestimmen.
Diesen freiheitlichen Sozialismus will sie im Rahmen der Demokratie verwirklicht sehen:

„Ich glaube, dass die Demokratie, so wie sie im Westen verstanden wird, die einzige Regierungsform ist, die jeder Person das Minimum an physischer und geistiger Sicherheit zu garantieren vermag, ohne die es weder Freiheit, noch Menschenwürde, noch Fortschritt gibt.“

Für Jeanne Hersch hat die Demokratie dort ihren Standort, wo Menschen in ihrer Geschichtlichkeit zugleich abhängig und handelnd sind. Auf der Suche nach ihrer eigenen Freiheit würden sie eine Zivilisation aufbauen:

„Was die Bürger von der demokratischen Ordnung zu erwarten haben, ist nicht das Geschenk der eigenen Freiheit – das kann kein politisches Regime, diese Aufgabe müssen sie selber anpacken –, sondern nur eine Einrichtung des gemeinsamen Lebens, die für jeden Einzelnen die möglichst günstigsten Bedingungen für seine Suche nach Freiheit schafft.“

### Das philosophische Staunen
Jeanne Herschs Philosophie und Leben hat viele Gemeinsamkeiten mit Sokrates, welche sie in ihrem Buch «Das philosophische Staunen» beschrieb. Das trug ihr den Ruf eines «weiblichen Sokrates» ein. Seine philosophische Hauptfrage «Wie soll ich leben, um auf das Gute hin zu leben?» war auch ihr Leitmotiv.
Gemeinsam ist ihnen die auf dem Boden der moralischen Verpflichtung für das wahre Gute stehende Suche nach der Wahrheit, das Handeln im Sinne dieser Erkenntnis, die Frage nach der gerechten Ordnung im Staate (Polis) und das erzieherische Anliegen, durch den Prozess des Denkens die Seele zu formen.
Für Sokrates und Hersch ist die «philosophische Wahrheit» eine existentielle Wahrheit, die zugleich theoretisch und praktisch ist. Sie existiert nur, wenn sie mit dem verantwortlichen, freien Menschsein verknüpft ist und dessen Erkennen und Tun, um den tieferen Sinn für das wahre Gute zu wecken und zu üben. Nach Hersch geht es bei Sokrates’ «Erkenne dich selbst» nicht um ein blosses «Spiegeln» oder «Schauen», es geht darum, sich ans Handeln zu machen.
Auch die Wurzel der Natur- und Geisteswissenschaften ist ihrer Ansicht nach moralisch. Die strenge Nachprüfung der Hypothesen erfolgt, weil der Wissenschaftler moralisch einer möglichst hohen Gewissheit über das Wahre verpflichtet ist.
Es heisst, Sokrates sei zum Tode verurteilt worden, «weil er die Jugend verderbe». Laut Jeanne Hersch geschah es, weil er alles in Frage stellte: die Natur der Macht, das Recht der Macht usw. Sein Fragen war umfassend und von politischer Tragweite.
Auch Jeanne Herschs Fragen und politisches Wirken fand nicht immer Gegenliebe. Ihre Vorträge über die Hintergründe der Jugendunruhen wurden von Jugendlichen oft gestört oder verhindert. In der Rezeption finden sich versteckte Anspielungen, die ihr zum Beispiel die Fähigkeit absprechen, die Hintergründe der Jugendunruhen «richtig» verstehen zu können: Für den Biographen Charles Linsmayer ist klar, dass «ein derart festes Weltbild mit der Zeit überholt wird»:

„Jeanne Herschs grosse Periode war im Grunde genommen die Zeit nach dem 2. Weltkrieg. Später hat sie aus ihrer sehr intelligenten, aber in einem geschlossenen System fixierten Denkweise heraus nicht mehr alles so unmittelbar und spontan pragmatisch zu verstehen vermocht, wie das jüngere Leute konnten.“

Ihr Kampf für Freiheit und gegen die Ungerechtigkeit spiegelte sich in ihren zahlreichen Büchern, Zeitungsartikeln und Vorträgen wider. Ihre klare und einfach wirkende Sprache machte sie zur Bestsellerautorin. Sie wandte sich besonders gegen jede Form von doktrinärem und totalitärem Denken. Ihr fundamentales Thema war die Freiheit, die geistige, existentielle, wahrhaft menschliche Freiheit, die nur im freiheitlich-demokratischen Rechtsstaat zu entfalten sei, wo Menschenrechte respektiert und geschützt werden. Für den Erhalt dieses Rechtsstaates trat sie immer mit Entschiedenheit ein.

In ihren zahlreichen Vorträgen verstand sie es, die Zuhörer mit ihrer klaren Sprache zu treffen: 

„Eine Kuh glotzt, aber der Mensch kann der Welt staunend und fragend begegnen, weil er eine Vernunft hat und weil er die Freiheit hat, sich zu entscheiden. Vielleicht entscheidet er nicht, aber er könnte entscheiden. In der Folge ist er auch dafür verantwortlich, wie er entscheidet.“

Ihr Nachlass befindet sich in der Zentralbibliothek Zürich.

## Auszeichnungen
- 1936 Prix Amiel der Universität Genf für ihr erstes Buch L’illusion philosophique (Die Illusion – der Weg der Philosophie)
- 1941 Prix littéraire de la Guilde du Livre für den Roman Temps alternés (Manuskripttitel Chaîne et Trame; dt. 1975 Begegnung, 2010 Erste Liebe)
- 1947 Prix Adolphe Neuman d’ésthetique et de morale de la Ville de Genève
- 1970 Ida-Somazzi-Preis
- 1972 Verleihung der Ehrendoktorwürde der Theologischen Fakultät der Universität Basel
- 1973 Preis der Fondation pour les Droits de l’Homme
- 1979 Montaigne-Preis, Spinoza-Medaille
- 1980 Max-Schmidheiny-Freiheitspreis
- 1985 Max Petitpierre Preis
- 1987 Albert-Einstein-Medaille
- 1988 UNESCO Preis für Menschenrechtserziehung
- 1992 Karl-Jaspers-Preis
- 1993 Ehrendoktor der Philosophischen Fakultät der Universität Oldenburg
- 1998 Ehrendoktor der École polytechnique fédérale de Lausanne

## Werke
- L’illusion philosophique. Paris : Alcan, 1936.
  - deutsch: Die Illusion. Der Weg der Philosophie. Erkenntnis, Wissen und Bildung. Übersetzt von Ernst von Schenk, mit Geleitwort von Karl Jaspers, Bern, Francke (Dalp TB 320), 1956.
- Temps alternés. Fribourg, Librairie de l’Université de Fribourg, 1942. (einziger Roman von Jeanne Hersch). 3. Aufl.: Vevey, Editions Bertil Galland, 1976; 4. Aufl.: Genf, Editons Métropolis, 1990.
  - deutsch 1: Begegnung. Roman Übersetzt von Margrit Huber-Staffelbach. Huber, Frauenfeld 1975, ISBN 978-3-7193-1153-7. (gekürzte Ausgabe)
  - deutsch 2: Erste Liebe. Übersetzt von Irma Wehrli. Mit einem biographischen Nachwort von Charles Linsmayer. Verlag: Huber & Co. AG Buchverlag, Frauenfeld 2010, ISBN 3-7193-1539-8
- L’être et la forme. Dissertation. Neuenburg: Editions La Baconnière, 1946.
  - "Menschsein, Wirklichkeit, Sein". Hrsg. Rudolf zur Lippe; übersetzt von Gerhard Müller. Berlin: Akademie-Verlag, 1995, ISBN 3-05-002783-5 (Teilübersetzung)
- Idéologies et réalité. Essai d'orientation politique. Paris: Plon, 1956.
  - deutsch: Die Ideologien und die Wirklichkeit. Versuch einer politischen Orientierung. Übersetzt von Ernst von Schenk. München, Piper-Verlag 1957. Weitere Ausgabe: Zürich: Buchclub Ex Libris, 1976.
- Aktuelle Probleme der Freiheit (Liberté/Freiheit/Freedom/Libertad), Schweizerisches Ostinstitut, Bern 1973 (viersprachig).
- Karl Jaspers. Lausanne, Édition L'Âge d'Homme, 1979 und 2007.
  - deutsch: Karl Jaspers. Eine Einführung in sein Werk. Übersetzt von Friedrich Griese. Piper (SP 195), München 1980.
- L’étonnement philosophique (De l’école Milet à Karl Jaspers). Radio Television Romande / Internationale Radio-Universität. 1977–1978.
  - deutsch: Das philosophische Staunen. Einblicke in die Geschichte des Denkens. Benziger, Zürich 1981. Taschenbuchausgabe München, Piper-Verlag, 1989
  - französisch: L'étonnement philosophique. De l'école Milet à Karl Jaspers. Paris : Gallimard, 1993 et 1999, ISBN 2-07-032784-1
- L’ennemi c’est le nihilisme. Antithèses aux Thèses de la Commission fédérale pour la jeunesse Genève: Georg, 1981, ISBN 2-8257-0085-1
  - deutsch: Der Feind heisst Nihilismus. Antithesen zu den „Thesen zu den Jugendunruhen 1980“ der Eidgenössischen Kommission für Jugendfragen. Schaffhausen: Meili, 1982.
- Gabrielle et Alfred Dufour: Éclairer l’obscur. Entretiens avec Gabrielle et Alfred Dufour / Jeanne Hersch. Lausanne, Editions L’Age d’Homme, 1986.
  - Gabrielle und Alfred Dufour: "Schwierige Freiheit. Gespräche mit Jeanne Hersch." Übersetzt von Elfriede Riegler. Zürich, Benziger Verlag 1986
- Temps et musique. Fribourg: Le feu de nuict, 1990.

### Sammelbände
- Die Unfähigkeit, Freiheit zu ertragen. Aufsätze und Reden. Benziger, Zürich 1974.
- Die Hoffnung, Mensch zu sein. Essays. Benziger, Zürich 1976;  5. Aufl. 1990
- Von der Einheit des Menschen. Essays. Benziger, Zürich 1978 und Buchclub Ex Libris, 1980
- Quer zur Zeit. Essays. Benziger, Zürich 1989.
- Im Schnittpunkt der Zeit. Essays. Benziger, Zürich 1992.
- Textes. Fribourg: Le feu de nuict, éditeur, 1985.
- L'exigence absolue de la liberté : textes sur les droits humains (1973-1995), Mētis Presses, coll. « Voltiges », 2008, ISBN 2-940406-06-5.
- Erlebte Zeit. Menschsein im Hier und Jetzt. Monika Weber und Annemarie Pieper (Hrsg.), Verlag NZZ Libro, Zürich 2010, ISBN 978-3-03823-597-2.
- "Ausgewählte philosophische Schriften 1. Schriften zur theoretischen Philosophie und Philosophiegeschichte"; herausgegeben von Silvan Imhof, Jean Terrier und Urs Marti-Brander. Basel: Schwabe Verlag, 2020, ISBN 978-3-7965-4050-9
- "Ausgewählte philosophische Schriften 2. Schriften zur politischen Philosophie"; herausgegeben von Silvan Imhof, Jean Terrier und Urs Marti-Brander. Basel: Schwabe Verlag, 2020, ISBN 978-3-7965-4091-2

### Als Herausgeberin oder Mitarbeiterin
- Gesamtschule. Praktische Aspekte der inneren Schulreform. Herausgegeben vom Bernischen Lehrerverein, Haupt (UTB 140), Bern und Stuttgart 1972.
- Le droit d'être un homme. Recueil de textes préparé sous la direction de Jeanne Hersch. UNESCO, Payot 1956  Paris, Lausanne: Unesco Payot, 1968. (Publié pour marquer le 20e anniversaire de la Déclaration universelle des droits de l'homme.)
  - deutsch: Das Recht ein Mensch zu sein. Leseproben aus aller Welt zum Thema Freiheit und Menschenrechte. Idee, Konzept und Auswahl von Jeanne Hersch, im Auftrag der UNESCO. Helbing & Lichtenhahn, Basel 1990, ISBN 978-3-7965-1228-5.
- Karl Jaspers – Philosoph, Arzt, politischer Denker. Symposium zum 100. Geburtstag in Basel und Heidelberg. Piper, München 1986.
- La Suisse, État de droit : le retrait d'Elisabeth Kopp, (J. Hersch, Hrsg..) Lausanne, L'Âge d'Homme, 1991, ISBN 2-8251-0186-9.
  - Rechtsstaat im Zwielicht – Elisabeth Kopps Rücktritt. Meili, Schaffhausen 1991, ISBN 3-85805-153-5.